# Goulolo (Aituto)
Goulolo (Kulolo) ist eine osttimoresische Aldeia im Suco Aituto (Verwaltungsamt Maubisse, Gemeinde Ainaro). 2015 lebten in der Aldeia 302 Menschen.

## Geographie
Die Aldeia Goulolo liegt im Nordosten des Sucos Aituto. Westlich befinden sich die Aldeias Hato-Buti und Mau-Lefo und südöstlich die Aldeia Airaca-Lau. Im Nordwesten grenzt Goulolo an den Suco Maubisse und im Norden und Osten an das Suco Edi. Die Grenze zu Maubisse und Edi bildet der Fluss Colihuno, ein Nebenfluss des Carauluns.
Nur über kleine, unbefestigte Straßen gelangt man in die Aldeia. Im Zentrum liegt nahe dem Colihuno das Dorf Goulolo.